# 逢坂關
逢坂關（日语：／〔〕 Ōsaka no seki */?），是位在山城國和近江國國境的關。也寫作相坂關、合坂關、會坂關。
東海道和東山道（後之中山道）通過的逢坂關，是交通要道上的重要關所。平安時代中期（810年）以後，取代愛發關，成為三關之一，可知其重要性。其他二關是不破關和鈴鹿關。

## 位置
關所的位置不確定，但是在《更級日記》、《石山寺緣起》可見關寺（現・逢坂2丁目的長安寺）附近和逢坂關的相關記述，所以一般認為關在寺院的附近。另外，在滋賀縣大津市大谷町的國道1號沿線的逢坂山檢查站（檢問所）（京阪京津線大谷車站之東）旁建有「逢坂山關址」之碑。

## 歷史
大化2年（646年），設置後，延曆14年（795年），一度廢絕。平安遷都之際，齊衡4年（857年），再設置。寬平7年12月3日（895年12月26日）的太政官符禁止「五位以上及孫王」出畿內，其中定義「會坂關」是畿內的東端。

## 文學
逢坂關是有名的歌枕，百人一首有二首逢坂關的歌。
　蟬丸（第十番）

　清少納言（第六十二番）

## 脚注
1. ↑  『日本紀略』延曆14年8月15日（795年10月6日）條